# Batman: Lendas do Cavaleiro das Trevas
Batman: Lendas do Cavaleiro das Trevas (do original, Batman: Legends of the Dark Knight) é uma série em quadrinhos do Batman, da DC Comics, trazendo histórias clássicas do herói produzidas por grandes e ótimos nomes dos quadrinhos, tais como: Alan Davis, Jim Aparo, Neal Adams, Marshall Rogers, Gene Colan e Don Newton.
É publicada no Brasil pela Panini Comics desde 2014.